# Étienne Davignon
Étienne Davignon (Budapest, 4 d'octubre de 1932) és un polític belga nascut a Hongria, que fou membre de la Comissió Europea entre 1977 i 1985.

## Biografia
De ben petit es traslladà amb la seva família a Bèlgica, on va estudiar dret a la Universitat de Lovaina, en la qual es doctorà.
Entre 1989 i 2001 fou Director del Banc Société Générale de Belgique, i actualment és vicepresident de Suez-Tractebel, filial de SUEZ.

## Activitat política
El 1959 fou nomenat agregat del Ministeri d'Afers Exteriors de Bèlgica per part de Paul-Henri Spaak, en aquells moments ministre responsable d'aquest ministeri. Continuà en aquest càrrec fins al 1965, sempre com a membre independent.
Entre 1974 i 1977 fou nomenat president de l'Agència Internacional de l'Energia (AIE). Aquest últim any fou nomenat membre de la Comissió Jenkins, en la qual fou Comissari Europeu de Mercat Interior, Unió Aduanera i Afers Industrials. L'any 1981, en la formació de la Comissió Thorn, fou nomenat Comissari Europeu d'Energia, conservant així mateix la catera d'Afers Industrials.
Després d'haver participat en la Conferència Bilderberg des de l'any 1974, el 1999 fou nomenat president honorífic d'aquest grup.